# Eleonora Giorgi (marciatrice)
Eleonora Anna Giorgi (Milano, 14 settembre 1989) è una marciatrice italiana, primatista europea della 50 km di marcia.

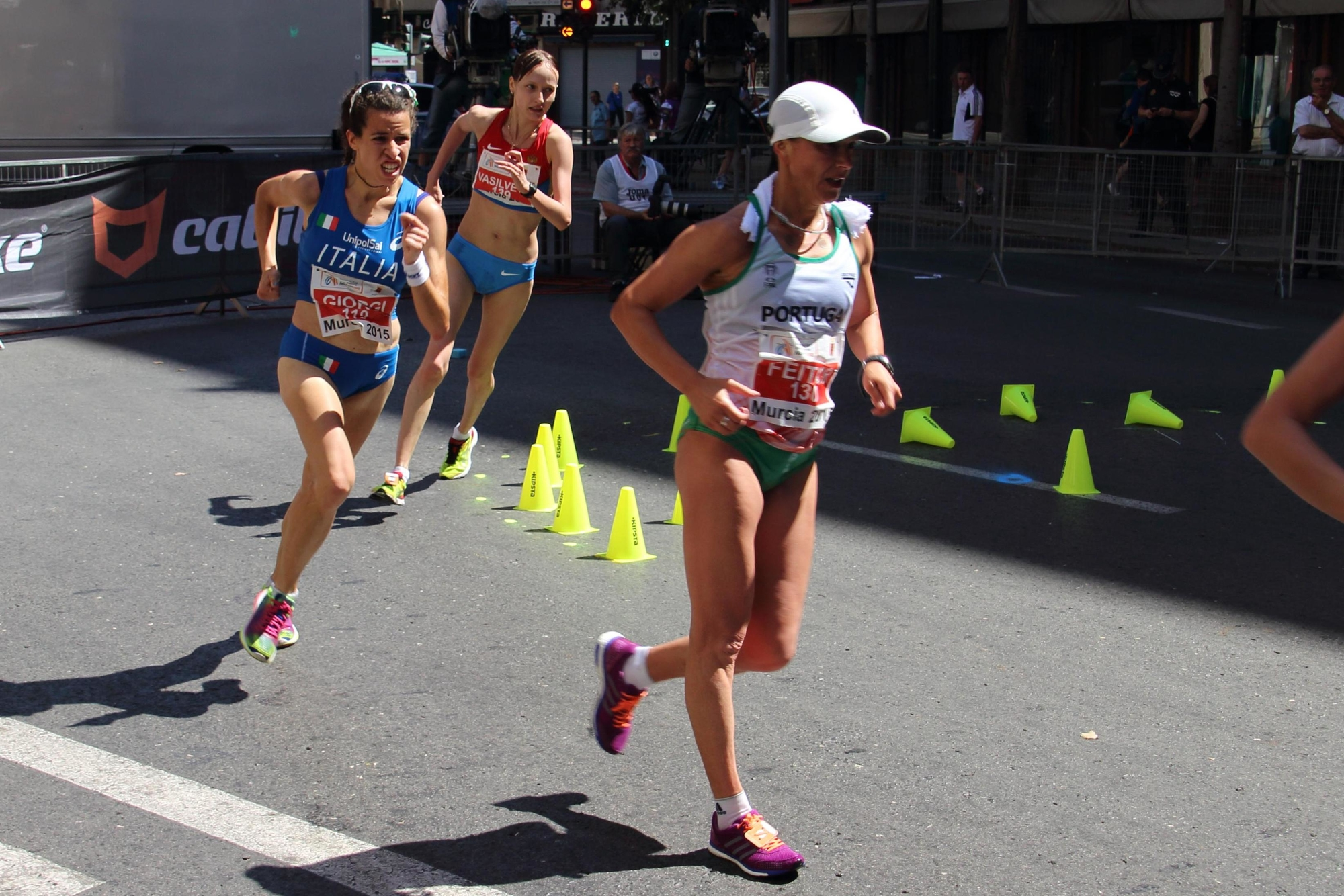
Susana Feitor (n. 130), Eleonora Giorgi (n. 119) e Svetlana Vasilyeva (n. 139) durante i 20 km su strada della Coppa Europa di marcia 2015 a Murcia (Spagna)

Ha vinto l'edizione 2015 della IAAF World Race Walking Challenge ed il titolo ai Giochi del Mediterraneo di Mersin 2013, entrambe le volte nella marcia 20 km su strada.
Ha vinto 3 titoli italiani assoluti, altrettanti nazionali universitari e 7 italiani giovanili. Detiene il record mondiale sui 5000 m di marcia e 3 italiani assoluti, sempre di marcia, in altrettante distanze: 3000 m indoor, 5000 m outdoor e 20 km su strada.
È allenata dall'ex marciatore cinquantista azzurro (medaglia d'argento iridata ai Mondiali di Göteborg 1995) Giovanni Perricelli.

## Biografia

### Gli inizi e le prime gare ai campionati italiani giovanili
Cresciuta nella terra briantea di Cabiate, il nome Eleonora le fu dato dal padre in onore dell'omonima attrice.
Ha gareggiato prima nell'Atletica Mariano Comense e poi nell'Atletica Lecco-Colombo Costruzioni, ha iniziato ad ottenere ben presto ottimi risultati a livello nazionale ed internazionale.
Ai campionati italiani allieve nel 2006 è stata 23ª sugli 800 m. Nel 2007 stata nona sui 5000 m di marcia agli italiani juniores.

### 2008-2011: rassegne internazionali giovanili e titoli italiani giovanili
Campionessa italiana juniores nel 2008 sui 5000 m di marcia e bronzo nei 3000 m di marcia agli juniores indoor.
Ai campionati italiani assoluti è giunta nona sui 3000 m di marcia al coperto e decima nei 5000 m di marcia outdoor.
Ha partecipato ai Mondiali juniores di Bydgoszcz (Polonia) arrivando 18ª sui 10000 m di marcia; nella Coppa del mondo juniores di marcia a Čeboksary in Russia ha chiuso al 27º posto individuale e 10º di squadra.
Il 25 aprile del 2009 ha esordito con la Nazionale assoluta nell'Incontro internazionale svoltosi in Repubblica Ceca a Poděbrady terminando al quinto posto sui 20 km di marcia su strada.
Agli Europei under 23 a Kaunas in Lituania è stata 11ª nei 20 km su strada.
È stata reclutata il 13 settembre del 2009.
Ha vinto 3 titoli italiani promesse di marcia nel 2009: 3000 m indoor, 5000 m all'aperto e 20 km su strada; vicecampionessa sui 5000 m di marcia sia ai nazionali universitari che agli italiani assoluti; due medaglie di bronzo nella marcia agli assoluti: 3000 m indoor e 20 km su strada.
Due titoli italiani di marcia vinti nel 2010: marcia 3000 m indoor (promesse) e 5000 m (universitari); vicecampionessa assoluta indoor sui 3000 m e 20 km di marcia su strada promesse; due medaglie di bronzo assolute nei 20 km di marcia su strada e nei 5000 m di marcia.
2011, doppietta di titoli italiani promesse di marcia con i 3000 m indoor e i 5000 m all'aperto; vicecampionessa sui 3000 m di marcia agli assoluti indoor e medaglia di bronzo agli assoluti; assente ai campionati italiani di 20 km di marcia su strada.
Medaglia di bronzo sui 20 km di marcia su strada agli Europei under 23 tenutisi in Repubblica Ceca ad Ostrava; ad Olhão (Portogallo) in Coppa Europa di marcia è stata 28ª individuale e quinta di squadra.

### 2012-2015: olimpiadi londinesi, l'oro ai Giochi del Mediterraneo, i record e i titoli italiani assoluti
Tris di titoli italiani di marcia nel 2012: 3000 m agli assoluti indoor, 5000 m agli universitari e 10 km su strada agli assoluti.
Il 13 maggio 2012 a Saransk (Russia), nella gara di Coppa del mondo di marcia ha ottenuto il 14º posto (5º di squadra). Il 9 giugno seguente a La Coruña, in Spagna, in occasione della gara del Gran Prix di marcia 2012, ha ottenuto il minimo standard A (6º posto finale) per i Giochi della XXX Olimpiade a Londra, Regno Unito. La FIDAL l'ha perciò inserita insieme ad Elisa Rigaudo tra le qualificate ai Giochi dove conclude la gara al 14º posto stabilendo il nuovo primato personale sulla distanza.
Nel 2013 è stata vicecampionessa sui 10 km di marcia agli assoluti; era iscritta agli italiani assoluti indoor nella marcia 3000 m, ma non ha gareggiato; così anche ai nazionali universitari.
In ambito internazionale ha gareggiato sia ai Giochi del Mediterraneo, dove conquista l'oro a Mersin in Turchia, sia ai Mondiali di Mosca (Russia), concludendo al 10º posto; ha gareggiato anche nella Coppa Europa di marcia a Dudince in Slovacchia chiudendo in sesta posizione.
Nel 2014 comincia subito l'anno nel migliore dei modi siglando nel mese di febbraio il record italiano nei 3000 m di marcia indoor agli assoluti indoor di Ancona con 11'50"08 (migliorando il precedente record di 11'53"23 realizzato dall'ex marciatrice Ileana Salvador agli Europei indoor di Genova 1992 vincendo la medaglia d'argento continentale) ed ottenendo anche il primato personale nella 20 km su strada a Lugano (Svizzera) il 16 marzo con 1:27'29, tempo che la rende la terza italiana, insieme all'ex marciatrice Erica Alfridi, di sempre sulla distanza.
A maggio, nella Coppa del mondo di marcia a Taicang (Cina), Eleonora piazzandosi quinta (stesso piazzamento anche nella classifica a squadre) con il tempo di 1:27'05 migliora il record italiano della 20 km su strada (il precedente 1:27'09 del 2001 era dell'ex marciatrice Elisabetta Perrone); nello stesso mese, a Misterbianco, stabilisce la miglior prestazione mondiale nei 5000 m di marcia in pista con il tempo di 20'01"80 (la precedente era 20'02"60 stabilita dall'ex marciatrice irlandese Gillian O'Sullivan nel 2002) e quindi anche la nuova italiana (la precedente apparteneva ad Elisabetta Perrone di 20'12"41 realizzata nel 2003).
Si aggiudica anche il titolo nazionale universitario sui 5 km di marcia.
Era iscritta agli assoluti di Rovereto nella marcia su strada 10 km, ma non ha gareggiato.
Agli Europei di Zurigo in Svizzera è giunta quinta nella gara di marcia 20 km su strada.
Il 2015 la vede migliorare ulteriormente il suo record italiano nella 20 km di marcia su strada prima con 1:26'46 a Dudince in Slovacchia in occasione dello IAAF World Race Walking Challenge, poi con uno stratosferico 1:26'17 a Murcia in Spagna nel mese di maggio con la doppia medaglia d'argento (individuale e di squadra) nella Coppa Europa di marcia.
Era iscritta agli assoluti indoor di Padova nei 3000 m di marcia, ma non ha gareggiato; agli assoluti di Torino è stata assente.
Ha gareggiato ai Mondiali cinesi di Pechino, ma è stata squalificata durante la gara.

### 2016-2019
A maggio partecipa ai Mondiali di marcia a squadre di Roma, dove viene squalificata.
Il 19 agosto gareggia alle Olimpiadi di Rio 2016, ma viene anche qui squalificata.
Nel dicembre del 2016 viene operata al ginocchio; ciò la mette fuori gioco per la stagione indoor 2016-2017 e nella prima parte della stagione outdoor. 
Rientra alle gare con i campionati italiani assoluti, il 1º luglio 2017, dove vince il titolo dei 10.000 m di marcia su pista con il personale di 43'56"95.
Ai Mondiali di Londra 2017, si classifica 14º col tempo di 1h30'34 (20 km di marcia su strada).
Il 5 maggio 2018 prende parte ai Mondiali di marcia a squadre di Taicang, dove, sulla distanza di 20 km arriva 5º con il tempo di 1h28'31".
L'11 agosto 2018, ai campionati europei di Berlino, indebolita da problemi fisici, viene squalificata sulla 20 km.
Nell'ottobre del 2018 annuncia di voler puntare sulla 50 km di marcia.
Esordisce sulla distanza il 19 maggio 2019 alla coppa Europa di marcia, dove vince la gara con il record europeo di 4h04'48".
I 4 record seniores di marcia (1 mondiale e 3 italiani) che detiene duravano tutti da più di 10 anni: quello italiano sui 3000 m indoor, resisteva da quasi 22 anni, quello italiano sui 20 km di marcia su strada, durava da quasi 13 anni, infine nei 5000 m su pista, quello italiano da quasi 11 anni e quello mondiale da quasi 12 anni.
Detiene le prime 3 migliori prestazioni italiane all time sui 20 km di marcia su strada.
Entrambi i record italiani di marcia all'aperto, sia nei 5000 m su pista che dei 20 km su strada, erano detenuti da Elisabetta Perrone.

## Vita privata
Il 24 novembre 2022 è nato a Milano il suo primogenito Leone, avuto dal fidanzato il marciatore Matteo Giupponi.

## Record

### Record mondiali

#### Seniores
- Marcia 5000 metri: 20'01"80 ( Misterbianco, 18 maggio 2014)[7]

### Record italiani

#### Seniores
- Marcia 3000 metri indoor: 11'50"08 ( Ancona, 22 febbraio 2014)[10]
- Marcia 5000 metri: 20'01"80 ( Misterbianco, 18 maggio 2014)[11]
- Marcia 20 km su strada: 1:26'17 ( Murcia, 17 maggio 2015)[11]

## Progressione

### Marcia 3000 metri indoor
| Stagione | Tempo    | Luogo     | Data      | Rank. Mond. |
| -------- | -------- | --------- | --------- | ----------- |
| 2015     | 12'07"41 | San Diego | 17-1-2015 |             |
| 2014     | 11'50"08 | Ancona    | 22-2-2014 |             |
| 2012     | 12'53"14 | Ancona    | 12-2-2012 |             |
| 2011     | 12'51"59 | Ancona    | 19-2-2011 |             |
| 2010     | 12'55"86 | Ancona    | 27-2-2010 |             |
| 2009     | 13'14"39 | Torino    | 21-2-2009 |             |
| 2008     | 14'19"91 | Genova    | 23-2-2008 |             |

### Marcia 5000 metri
| Stagione | Tempo    | Luogo        | Data      | Rank. Mond. |
| -------- | -------- | ------------ | --------- | ----------- |
| 2015     | 21'24"73 | Milano       | 23-4-2015 |             |
| 2014     | 20'01"80 | Misterbianco | 18-5-2014 |             |
| 2013     | 20'46"20 | Milano       | 24-4-2013 |             |
| 2012     | 21'50"41 | Messina      | 27-5-2012 |             |
| 2011     | 22'41"60 | Bressanone   | 17-6-2011 |             |
| 2010     | 22'59"47 | Grosseto     | 1-7-2010  |             |
| 2009     | 22'41"99 | Rieti        | 13-6-2009 |             |
| 2008     | 23'43"22 | Molfetta     | 27-9-2008 |             |
| 2007     | 26'17"34 | Cantù        | 28-6-2007 |             |

### Marcia 20 km su strada

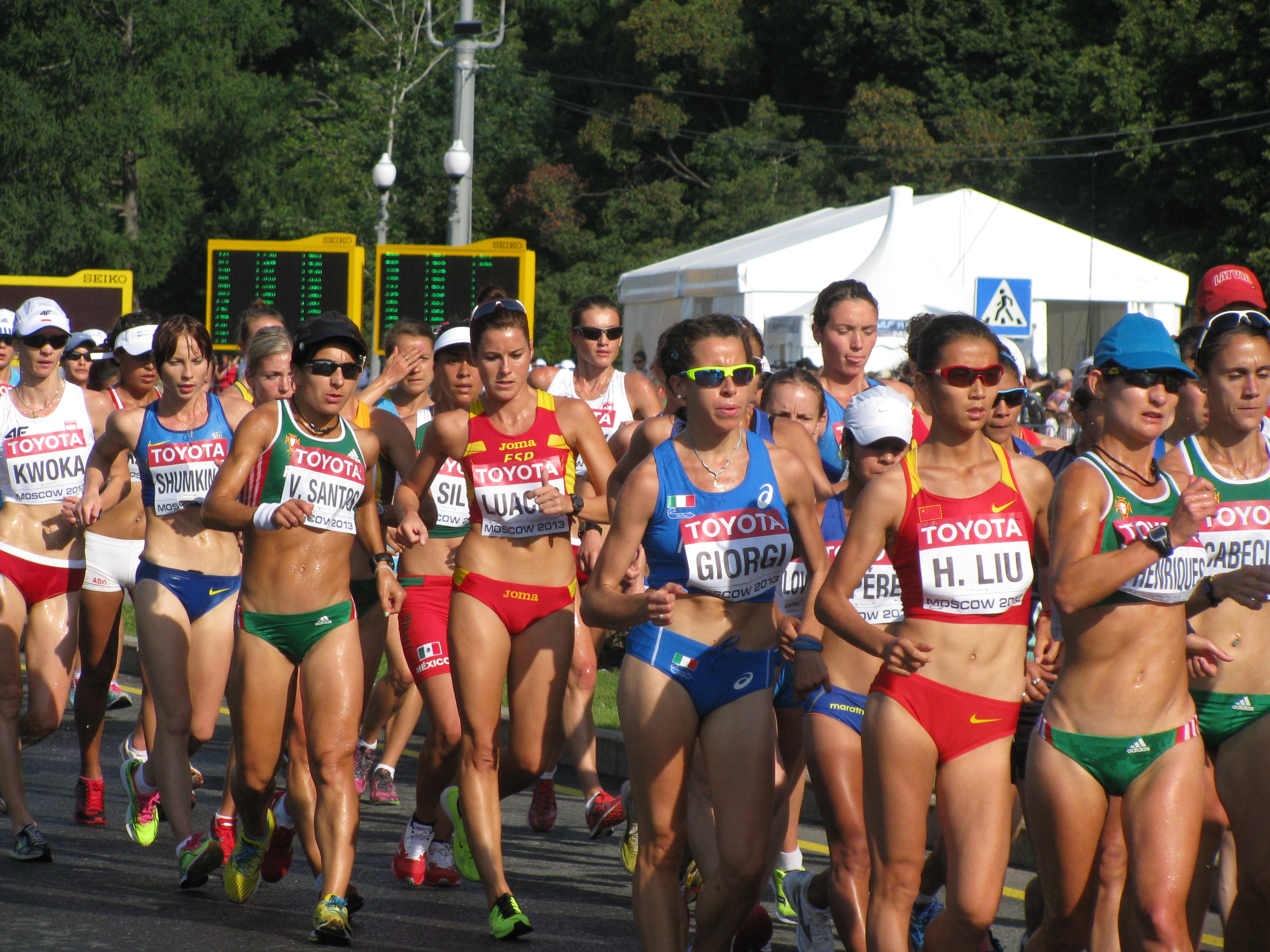
Al centro in primo piano, Eleonora Giorgi in gruppo durante la 20 km di marcia su strada ai Campionati del mondo di atletica leggera 2013 di Mosca

| Stagione | Tempo   | Luogo      | Data      | Rank. Mond. |
| -------- | ------- | ---------- | --------- | ----------- |
| 2023     | 1:31'45 | Budapest   | 20-8-2023 |             |
| 2021     | 1:28'39 | Grottaglie | 7-3-2021  |             |
| 2019     | 1:27'46 | Poděbrady  | 6-4-2019  |             |
| 2018     | 1:28'31 | Taicang    | 5-5-2018  |             |
| 2017     | 1:30'34 | Londra     | 13-8-2017 |             |
| 2016     | 1:28'05 | Dudince    | 19-3-2016 |             |
| 2015     | 1:26'17 | Murcia     | 17-5-2015 |             |
| 2014     | 1:27'05 | Taicang    | 3-5-2014  |             |
| 2013     | 1:32'09 | Dudince    | 19-5-2013 |             |
| 2012     | 1:31'18 | La Coruna  | 9-6-2012  |             |
| 2011     | 1:33'46 | Bianco     | 30-1-2011 |             |
| 2010     | 1:34'00 | Poděbrady  | 10-4-2010 |             |
| 2009     | 1:34'27 | Lugano     | 8-3-2009  |             |

## Palmarès
| Anno | Manifestazione          | Sede           | Evento         | Risultato | Tempo    | Note                                     |
| ---- | ----------------------- | -------------- | -------------- | --------- | -------- | ---------------------------------------- |
| 2008 | Mondiali juniores       | Bydgoszcz      | Marcia 10000 m | 18ª       | 47'58"68 | [ 12 ]                                   |
| 2009 | Europei under 23        | Kaunas         | Marcia 20 km   | 11ª       | 1h39'42  | [ 13 ]                                   |
| 2011 | Europei under 23        | Ostrava        | Marcia 20 km   | Bronzo    | 1h38'41  | [ 14 ]                                   |
| 2012 | Giochi olimpici         | Londra         | Marcia 20 km   | 11ª       | 1h29'48  | Miglior prestazione personale            |
| 2013 | Giochi del Mediterraneo | Mersin         | Marcia 20 km   | Oro       | 1h39'14  | [ 15 ]                                   |
| 2013 | Mondiali                | Mosca          | Marcia 20 km   | 8ª        | 1h30'01  | [ 15 ]                                   |
| 2014 | Europei                 | Zurigo         | Marcia 20 km   | 5ª        | 1h28'28  | [ 16 ]                                   |
| 2015 | Mondiali                | Pechino        | Marcia 20 km   | dq        | dq       | [ 17 ]                                   |
| 2016 | Giochi olimpici         | Rio de Janeiro | Marcia 20 km   | dq        | dq       |                                          |
| 2017 | Mondiali                | Londra         | Marcia 20 km   | 14ª       | 1h30'34  | Miglior prestazione personale stagionale |
| 2018 | Europei                 | Berlino        | Marcia 20 km   | dq        | dq       |                                          |
| 2019 | Mondiali                | Doha           | Marcia 50 km   | Bronzo    | 4h29'13" |                                          |
| 2021 | Giochi olimpici         | Tokyo          | Marcia 20 km   | 52ª       | 1h46'36" |                                          |
| 2023 | Mondiali                | Budapest       | Marcia 20 km   | 20ª       | 1h31'45" |                                          |
| 2024 | Europei                 | Roma           | Marcia 20 km   | 15ª       | 1h33'29" |                                          |
| 2024 | Giochi olimpici         | Parigi         | Marcia 20 km   | 23ª       | 1h31'49" |                                          |

## Campionati nazionali
- 2 volte campionessa assoluta indoor di marcia 3000 m (2012, 2014)
- 2 volte campionessa assoluta di marcia su strada 10 km (2012, 2019)
- 3 volte campionessa universitaria di marcia 5000 m (2010, 2012, 2014)
- 1 volta campionessa promesse di marcia 20 km su strada (2009)
- 2 volte campionessa promesse di marcia 5000 m (2009, 2011)
- 3 volte campionessa promesse indoor di marcia 3000 m (2009, 2010, 2011)
- 1 volta campionessa juniores di marcia 5000 m (2008)

2006
- 23ª ai Campionati italiani allievi e allieve, (Fano), 800 m - 2'28"01[18]

2007
- 9ª ai Campionati italiani juniores e promesse, (Bressanone), Marcia 5000 m - 27'03"60[19]

2008
- Bronzo ai Campionati italiani allievi-juniores-promesse indoor, (Genova), Marcia 3000 m - 14'41"45[20]
- 9ª ai Campionati italiani assoluti indoor, (Genova), Marcia 3000 m - 14'19"91[21]
- Oro ai Campionati italiani juniores e promesse, (Torino), Marcia 5000 m - 24'11"35[22]
- 10ª ai Campionati italiani assoluti, (Cagliari), Marcia 5000 m - 24'20"93[23]

2009
- Oro ai Campionati italiani allievi-juniores-promesse indoor, (Ancona), Marcia 3000 m - 13'27"32[24]
- Bronzo ai Campionati italiani assoluti indoor, (Torino), Marcia 3000 m - 13'14"39[25]
- Argento ai Campionati nazionali universitari, (Lignano Sabbiadoro), Marcia 5000 m - 22'50"60[26]
- Oro ai Campionati italiani juniores e promesse, (Rieti), Marcia 5000 m - 22'41"99[27]
- Argento ai Campionati italiani assoluti, (Milano), Marcia 5000 m - 23'00"55[28]
- Bronzo ai Campionati italiani di marcia su strada 20 km, (Borgo Valsugana), Marcia 20 km su strada - 1:38'17 (assolute)[29]
- Oro ai Campionati italiani di marcia su strada 20 km, (Borgo Valsugana), Marcia 20 km su strada - 1:38'17 (promesse)[29]

2010
- Oro ai Campionati italiani allievi-juniores-promesse indoor, (Ancona), Marcia 3000 m - 13'23"58[30]
- Argento ai Campionati italiani assoluti indoor, (Ancona), Marcia 3000 m - 12'55"86[31]
- Oro ai Campionati nazionali universitari, (Campobasso), Marcia 5000 m - 23'45"86[32]
- Bronzo ai Campionati italiani di marcia su strada 20 km, (Molfetta), Marcia 20 km su strada - 1:40'32 (assolute)[33]
- Argento ai Campionati italiani di marcia su strada 20 km, (Molfetta), Marcia 20 km su strada - 1:40'32 (promesse)[33]
- Bronzo ai Campionati italiani assoluti, (Grosseto), Marcia 5000 m - 22'59"47[34]

2011
- Oro ai Campionati italiani allievi-juniores-promesse indoor, (Ancona), Marcia 3000 m - 13'05"13[35]
- Argento ai Campionati italiani assoluti indoor, (Ancona), Marcia 3000 m - 12'51"59[36]
- Oro ai Campionati italiani juniores e promesse, (Bressanone), Marcia 5000 m - 22'41"60[37]
- Bronzo ai Campionati italiani assoluti, (Torino), Marcia 10000 m - 49'08"15[38]

2012
- Oro ai Campionati italiani assoluti indoor, (Ancona), Marcia 3000 m - 12'53"14[39]
- Oro ai Campionati nazionali universitari, (Messina), Marcia 5000 m - 21'50"41[40]
- Oro ai Campionati italiani assoluti, (Bressanone), Marcia 10 km su strada - 45'19[41]

2013
- Argento ai Campionati italiani assoluti, (Milano), Marcia 10 km - 44'33"56[42]

2014
- Oro ai Campionati italiani assoluti indoor, (Ancona), Marcia 3000 m - 11'50"08[43]
- Oro ai Campionati nazionali universitari, (Milano), Marcia 5000 m - 21'40"59[44]

2019
- Oro ai Campionati italiani assoluti, (Bressanone), Marcia 10 km - 45'29"

2023
- Bronzo ai campionati italiani assoluti, marcia 10 km - 46"25

## Altre competizioni internazionali
2008
- 27ª in Coppa del mondo juniores di marcia,
( Čeboksary), Marcia 10 km su strada - 49'44[12]
- 10ª in Coppa del mondo juniores di marcia,
( Čeboksary), Classifica a squadre - 49 punti[45]

2009
- 5ª all'Incontro internazionale con 8 nazioni (Francia, Italia, CZE, Slovacchia, SWE, Svizzera, Ucraina, Ungheria), ( Poděbrady),
Marcia 20 km su strada - 1:38'52[13]
- Oro all'Incontro internazionale con 8 nazioni,
( Poděbrady), Classifica a squadre[46]

2010
- 4ª all'Incontro internazionale con 9 nazioni (CZE, DEU, FIN, FRA, HUN, ITA, LTU, SVK, SWE),
( Poděbrady), Marcia 20 km su strada - 1:34'00[47]
- Oro all'Incontro internazionale con 9 nazioni,
( Poděbrady), Classifica a squadre[48]

2011
- Argento all'Incontro internazionale con 10 nazioni (BLR, CZE, ESP, HUN, ITA, LTU, SPA, SUI, SVK, SWE), ( Poděbrady),
Marcia 20 km su strada - 1:34'44[49]
- Argento all'Incontro internazionale con 9 nazioni,
( Poděbrady), Classifica a squadre[49]
- 28ª nella Coppa Europa di marcia, ( Olhão),
Marcia 20 km su strada - 1:38'29[50]
- 5ª nella Coppa Europa di marcia, ( Olhão), Classifica a squadre - 50 punti[50]

2012
- 14ª in Coppa del mondo ( Saransk),
Marcia 20 km su strada - 1:32'57
- 5ª in Coppa del mondo, ( Saransk),
Classifica a squadre - 42 punti[51]
- 6ª al IAAF World Race Walking Challenge,
( La Coruña), Marcia 20 km su strada - 1:31'18[52]

2013
- 6ª in Coppa Europa di marcia, ( Dudince),
Marcia 20 km su strada - 1:32'10[15]

2014
- 5ª in Coppa del mondo, ( Taicang),
Marcia 20 km su strada - 1:27'05[53]
- 5ª in Coppa del mondo, ( Taicang),
Classifica a squadre - 70 punti[54]

2015
- Oro alla IAAF World Race Walking Challenge,
( Dudince), Marcia 20 km su strada - 1:26'46[55]
- Argento alla IAAF World Race Walking Challenge,
( Rio Maior), Marcia 20 km su strada - 1:28'12[56]
- Argento nella Coppa Europa di marcia,
( Murcia), Marcia 20 km su strada - 1:26'17[57]
- Argento nella Coppa Europa di marcia,
( Murcia), Classifica a squadre - 30 punti[57]

## Attività extrasportive e vita privata
- Si è laureata nel 2011 in "Economia aziendale e management" presso l'Università commerciale Luigi Bocconi[4] ed il 18 ottobre del 2014 ha conseguito la laurea magistrale (specialistica) in Economia e management delle amministrazioni pubbliche[58] e istituzioni internazionali[59] presso lo stesso ateneo.
- Frequenta il Master in management e marketing dello sport all'Università Bicocca di Milano[60].